# Безклубенко Сергій Данилович
Сергі́й Дани́лович Безклу́бенко (нар. 15 червня 1932, Ладижинка) — український партійний функціонер у часи СРСР, міністр культури УРСР (1977—1983). Тележурналіст, історик українського кіно. Член ЦК КПУ в 1981—1986 р. Депутат Верховної Ради УРСР 10-го скликання.

### Біографія
Народився 15 червня 1932 року в селі Ладижинка Уманського (тепер) району Черкаської (тепер, кол. Київської) області.
Батьки: мама — Шмигля Катерина Матвіївна, батько — Безклубенко Данило Іванович.

### Освіта
Навчався в Ладижинській (Уманський район, Черкащина) середній школі (1939—1951).
Закінчив Київський державний університет ім. Т. Г. Шевченка (1951—1956).
Закінчив Академію суспільних наук (Москва, 1967—1970).
Спеціальності: філософія, історія, мистецтвознавство, літературознавство, журналістика.
Здобув наукові ступені: кандидата мистецтвознавства (1970), доктора філософських наук (1977), звання доцента (1990) та професора (1995). Член КПРС з 1954 року.

### Діяльність
1956—1962 — працював у редакції донецької обласної газети «Радянська Донеччина» (літпрацівник, завідувач відділу пропаганди).
1962—1963 — головний редактор міжрайонної газети «Маяк» (Донецька область).
1963—1967 — редактор головної редакції громадсько-політичних програм Донецької студії телебачення.
1967—1970 — аспірант Академії суспільних наук при ЦК КПРС у Москві.
1970—1977 — завідувач сектору кінематографії, заступник завідувача відділу культури ЦК КП України.
7 червня 1977 — 13 вересня 1983 — міністр культури Української РСР.
1983—2000 — завідувач відділу кінознавства Інституту мистецтвознавства, фольклористики та етнології Академії наук України.
2000 — професор Київського національного університету культури і мистецтв.

### Творчий доробок
Автор нарисів, оповідань, сценаріїв кіно- та телефільмів («Город-рабочий», «Два життя», «Кочегарка», «Робітнича династія», «Зустріч з молодістю» та ін.
Автор сценаріїв і ведучий телевізійних передач «Шахтарська слава» (прототип відомих Останкінських «Вогників»), програми на морально-етичні теми «На годинку!» (за листами телеглядачів); автор першого «підземного» (з вуглевидобувної лави шахти «Жовтнева» м. Донецька) телевізійного репортажу для програми «Естафета новин» Центрального телебачення (м. Москва), автор сценаріїв та ведучий серії репортажів (у циклі «Кінолітопис трудової звитяги») про спорудження шахти «Краснолиманська» (м. Димитров Донецької області) та ін.

### Науково-дослідна робота
Автор численних наукових публікацій, в тому числі монографічних досліджень у різних галузях художньої культури. Основні з них: «Соціальна природа мистецтва». — К., 1972; «Телевизионное кино. Очерк теории». — К., 1975; «Социальная сущность искусства». — М., 1976; «Природа искусства. О чем размышляют, о чем спорят философы». — М., 1982; «Грани творческого метода». — К., 1986; «Музы на ложе Прокруста». — К., 1988; «Сокрушение идолов». — К., 1989; «Кіномистецтво та політика». — К., 1995; «Українське кіно. Начерк історії». — К., 2001; «Етнокультурологія. Критичний аналіз наукових та методологічних засад». — К., 2002; «Теорія культури». — К., 2002; «Політекономія мистецтва». — К., 2004; «Відеологія». — К., 2004; «Всезагальна теорія та історія мистецтва». — К., 2004; «Українська культура: погляд крізь віки». — Ужгород, 2005; «Український енциклопедичний кінословник», Т. І. Основні поняття та терміни. — Вінниця, 2006; "Ошибка дона Христофора Колумба. Ироническая повесть в 2-х частях. Ч. І. «Ирония судьбы». — К., 2005; Ч. ІІ. «Ирония истории». — К., 2006; «Основи філософських знань. Курс лекцій для студентів мистецьких факультетів ВНЗ». — К., 2007, «Мистецтво: терміни та поняття. Ілюстроване енциклопедичне видання у 2–х томах». Т. І. — К., 2008, Т. ІІ. — К., 2010 та ін.

### Суспільний внесок
Організовував створення театрів Драми і комедії, Молодіжного, Дитячого музичного, другого лялькового — у Києві, Юного глядача — у Запоріжжі та Сумах, Будинків органної та камерної музики у Києві та ряді областей, духового та естрадно-симфонічного оркестрів у Києві, ряду художніх колективів (Театр пісні, Ансамбль класичного балету, Ансамбль автентичної народної пісні) та ін.

### Нагороди та відзнаки
Лауреат премії Спілки кінематографістів СРСР (1982, Перша премія, за книгу «Телевизионное кино. Очерк теории»), Заслужений діяч культури Польщі (1979), Заслужений працівник освіти Угорщини (1980), Почесний громадянин м. Х'юстона (штат Техас, США) (1978), Заслужений працівник культури України (2002). Нагороджений орденом Дружби народів (1982) і пам'ятною медаллю з нагоди 100-річчя визволення Болгарії від турецької неволі, Почесними грамотами від Алтайського краю і Президії Верховної Ради РРСФР, Верховної Ради Азербайджану та України.